# Camponotus friedae
Camponotus friedae är en myrart som beskrevs av Auguste-Henri Forel 1912. Camponotus friedae ingår i släktet hästmyror, och familjen myror.

## Underarter
Arten delas in i följande underarter:
- C. f. amius
- C. f. friedae